# Brandweer Haaglanden

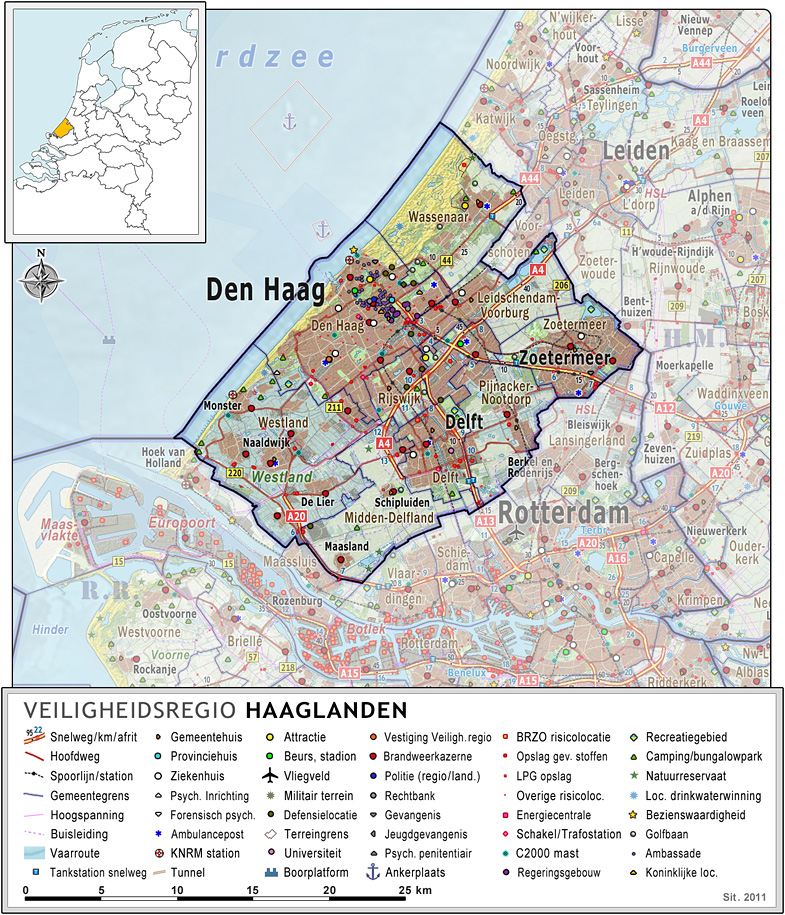
Veiligheidsregio Haaglanden, indeling van gemeenten en indruk van het landschap (2011).

De Brandweer Haaglanden is de overkoepelende organisatie van de voormalige gemeentelijke brandweer uit alle gemeentes die in de Veiligheidsregio Haaglanden liggen.

## Algemeen
Vanaf 2010 zijn alle brandweerkazernes van de gemeenten in de regio Haaglanden gaan samenwerken als regionale brandweer. De brandweerregio Haaglanden valt samen met de veiligheidsregio Haaglanden. In 2010 had de Brandweer Haaglanden 1360 medewerkers.

De verantwoording voor de brandweerzorg in Haaglanden is in handen van de Regionaal Brandweer Commandant. Deze functie wordt sinds 1 september 2010 bekleed door Esther Lieben. De brandweer valt onder het Algemeen Bestuur Veiligheidsregio Haaglanden met als voorzitter de burgemeester van Den Haag.

## Overzicht brandweerposten Haaglanden

### Leidschendam-Voorburg & Wassenaar
- Wassenaar
- Leidschendam-Voorburg

### Zoetermeer
- Zoetermeer-Stadshart
- Zoetermeer-Oosterheem

### Pijnacker-Nootdorp
- Pijnacker-Nootdorp

### Delft-Rijswijk
- Rijswijk (ZH)
- Delft

### Midden-Delfland
- Den Hoorn
- Schipluiden
- Maasland

### Westland
- Wateringen
- De Lier
- Maasdijk
- Naaldwijk
- 's-Gravenzande
- Honselersdijk
- Monster

### Den Haag
- Scheveningen
- Archipel
- Leidschenveen
- Laak
- Loosduinen
- Centrum

## Aangrenzende regio's
Haaglanden grenst aan twee andere regio's: Hollands Midden en Rotterdam-Rijnmond.
| Aangrenzende regio's | Aangrenzende regio's | Aangrenzende regio's         | Aangrenzende regio's | Aangrenzende regio's      |
| -------------------- | -------------------- | ---------------------------- | -------------------- | ------------------------- |
|                      |                      |                              |                      | Brandweer Hollands Midden |
|                      |                      |                              |                      |                           |
| Noordzee             |                      |                              |                      |                           |
|                      |                      |                              |                      |                           |
|                      |                      | Brandweer Rotterdam-Rijnmond |                      |                           |

## Grote branden en rampen in Haaglanden
| 1536 | Stadsbrand van Delft                  |
| 1654 | Delftse donderslag                    |
| 1945 | Bombardement op het Bezuidenhout      |
| 2004 | Catshuisbrand                         |
| 2008 | Faculteitsgebouw Bouwkunde (TU Delft) |